# مشروع العضويات غير المعدلة وراثيا
مشروع العضويات غير المعدلة وراثيًا هو إحدى المنظمات غير الربحية 501(c)(3). بدأ نشاط هذه المنظمة كمبادرة من تجار التجزئة المستقلين للأطعمة الطبيعية في الولايات المتحدة وكندا،  وكان الهدف المحدد من هذه المبادرة هو تزويد ملصقات تشير إلى العضويات غير المعدلة وراثيًا (non-GMO) (العضويات المعدلة وراثيًا) يتم وضعها على المنتجات التي اجتازت معايير مشروع العضويات غير المعدلة وراثيًا.

## المهمة
تأسست هذه المنظمة في عام 2008، وتكمن مهمة هذا المشروع «في حماية وبناء موارد لمنتجات العضويات غير المعدلة وراثيًا وتثقيف المستهلكين وتزويد خيارات موثوقة لمشروع العضويات غير المعدلة وراثيًا.» كما يقدم المشروع الإثبات الخاص بالطرف الثالث وكذلك ملصقات تشير إلى الأطعمة ومنتجات العضويات غير المعدلة وراثيًا. ويتم العمل مع أصحاب المصانع والموزعين والمزارعين وموزعي البذور لتطوير معايير اكتشاف العضويات غير المعدلة وراثيًا ولتقليل مخاطر التلوث الناجمة عن العضويات غير المعدلة وراثيًا. وتقدم شركة فودشين جلوبل أدفيزوز , إحدى شركات مجموعة جلوبال أي دي , مجموعة من القدرات التقنية.
توضح معايير المشروع  الأنظمة الخاصة بها لضمان أفضل ممارسة لمكافحة العضويات المعدلة وراثيا. كما يتم التأكيد على بعض الطرق التي تندرج ضمن المعايير مثل العزل والتتبع وتقييم المخاطر وتقنية اختيار العينات وإدارة مراقبة الجودة. ويقيم مشروع برنامج توثيق المنتج مدى مطابقة المكونات والمنتجات وهيئات التصنيع للمعايير. وتُدار هذه العملية من خلال تطبيقات إلكترونية وبرامج تقييمية تم تطويرها لخدمة هذا المشروع. ويدل ختم المشروع على مطابقة المعايير.

## المبيعات
منذ أكتوبر عام 2012، تم توثيق ما يزيد عن 6000 منتج من قبل مشروع العضويات غير المعدلة وراثيًا، ووصلت المبيعات السنوية لمنتجات العضويات غير المعدلة وراثيًا إلى 2.4 مليون. (لمدة 52 أسبوعًا انتهت في 9/29/2012).

## معلومات تاريخية
في عام 2003، ردًا على المخاوف التي كانت تدور حول ليسيثين الصويا المعدل وراثيًا، بدأت شركة ناتشرال غروسولي القاطنة في مقاطعة بيركلي «حملة الناس تريد أن تعرف.» لتقديم المعلومات الكافية عن المنتجات المعدلة وراثيًا الموجودة في المتاجر.[بحاجة لمصدر] وكانت النتائج متنوعة نظرًا لعدم وجود مواصفات قياسية صناعية محددة لمعنى العضويات غير المعدلة وراثيًا.[بحاجة لمصدر]
وفي عام 2005، كونت شركتان هذا المشروع بهدف إنشاء تعريف معياري للعضويات غير المعدلة وراثيًا. وقد تم التعاون مع شركة فود شين جلوبال أدفايزورز والتي أمدت المشروع بالخبرات العلمية والتقنية. وفي ربيع عام 2007، تم توسيع مجلس إدارة المشروع  ليضم ممثلي المجموعات الإضافية ومن ثم تشكيل مجالس استشارية لمناقشة القضايا التقنية والسياسية].

## كتابات أخرى
- Andrew Kimbrell, Your Right to Know: Genetic Engineering and the Secret Changes in Your Food (Earth Aware Editions, 2007). ISBN 1-932771-52-2

## وصلات خارجية
- Non-GMO Project